# Hans-Peter Lehnhoff
Pour les articles homonymes, voir Lehnhoff.
Hans-Peter Lehnhoff (Mariadorf, 12 juillet 1963) est un joueur de football allemand. Il évoluait au poste d'attaquant.
Il débuta dans de petits clubs de sa région natale (près des frontières des Pays-Bas et de la Belgique) où il fut remarqué par Alemannia Aachen. Il commença son parcours professionnel au FC Cologne d'où Georg Kessler le fit venir au Royal Antwerp en Division 1 belge. H-P. Lehnhoff y acquis le statut de vedette et y fut un des joueurs préférés du public anversois.
Des fans belges effectuent encore régulièrement le trajet vers Leverkusen pour retrouver leur idole. Au printemps 2010, un groupe de fans de l'Antwerp demanda même à Lehnhoff de tenter d'aider leur club en difficulté.
Après sept saisons dans la métropole belge, Hans-Peter Lehnhoff rentra en Allemagne au Bayer Leverkusen. Il y termina sa carrière de joueur puis entra dans le staff du club.
Pour l'Allemagne, Lehnhoff fut "International olympique", mais n'eut aucune cap avec la sélection A.

## Palmarès
- Coupe de l'UEFA : 1 (1986)
- Coupe de Belgique : 1 (1992)
- Bundesliga : 2 fois vice-champion (1997, 1999) et 3 fois troisième (1985, 1988, 1998)
- Coupe d'Europe des vainqueurs de coupe : Finaliste en 1993